# Grégoire de Saint-Vincent

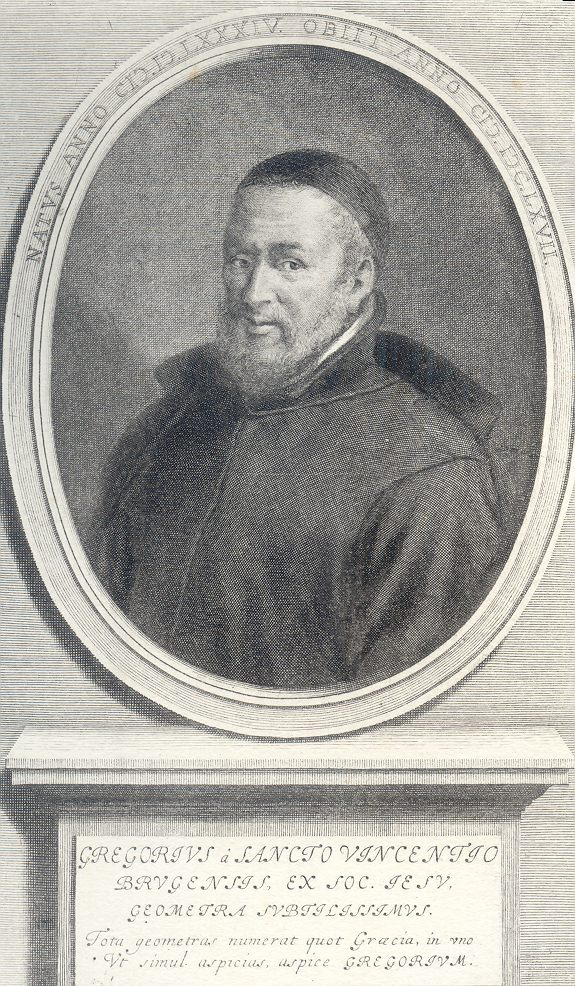
Grégoire de Saint-Vincent

Grégoire de Saint-Vincent, lateinisch: Gregorius a Sancto Vincentio, niederländisch: Gregorius van St-Vincent, (* 8. September 1584 in Brügge; † 27. Januar 1667 in Gent) war ein flämischer Mathematiker und Jesuit. Er ist bekannt für seine Arbeit über die Quadratur der Hyperbel (Fläche der Hyperbel des Apollonios von Perge) und gilt als Entdecker des natürlichen Logarithmus. Teilweise wird die Entdeckung des dekadischen wie des natürlichen Logarithmus jedoch Alphonse Antonio de Sarasa, seinem Schüler und späteren Kollegen, zugeschrieben. Grégoire führte eine der frühesten genauen Untersuchungen zur Summation der geometrischen Reihe durch und löste Zenons Paradoxie von Achilles und der Schildkröte auf, indem er zeigte, dass die zugehörigen Zeitintervalle eine geometrische Folge bilden und die Summe gegen einen endlichen Wert strebt.

## Biografie
1600 studierte er Philosophie an der Université de Douai. Saint-Vincent wurde 1605 Novize bei den Jesuiten in Rom. Zu der Zeit war er der Schützling des Mathematikers Christophorus Clavius und ein enthusiastischer Bewunderer von Galileo Galilei. Er blieb bis zum Tod von Christophorus Clavius in Rom. Saint-Vincent kehrte 1612 zurück nach Flandern, wurde am 23. März 1613 als Priester geweiht. Er gründete die Schule für Mathematik von Antwerpen, wurde Professor in Antwerpen (1617–1620), lehrte dort mit François d’Aguilon, und in Löwen (1621–1625). In dieser Periode schrieb er sein magnum opus, das in zehn Bücher gegliederte Opus geometricum quadraturae circuli et sectionum coni, veröffentlicht 1647. In Antwerpen war er der Lehrmeister von Jean-Charles de la Faille, eines flämischen Jesuiten und Mathematikers. Vom September 1625 an hielt er sich in Rom auf und kehrte 1627 in die Niederlande zurück. Im folgenden Jahr wurde er nach Prag geschickt, um am Hofe von Kaiser Ferdinand II. zu dienen. Dort wurde er nach einem Schlaganfall von seinem Gehilfen Theodorus Moretus unterstützt. Er verließ Prag, als die Sachsen 1631 die Stadt überfielen. Einige seiner Manuskripte gingen im Chaos verloren. Andere wurden ihm 1641 von Rodrigo de Arriaga zurückgebracht. Ab 1632 lebte er bei den Jesuiten in Gent als Mathematiklehrer.

## Werke
- Cometis. 1616.

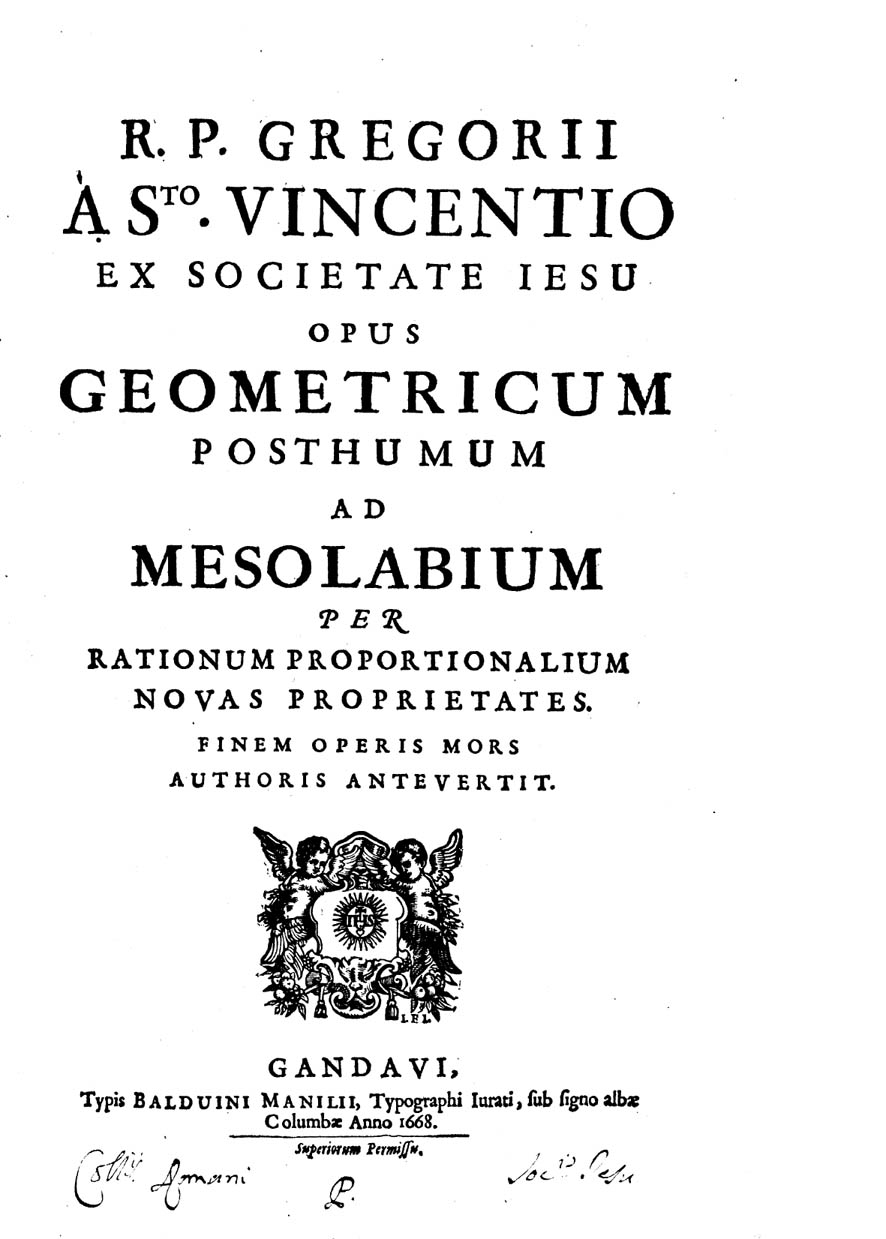
Opus geometricum posthumum, 1668

- Theoremata mathematice scientiae staticae. 1624.
- Opus geometricum quadraturae circuli et sectionum coni decem libris comprehensum. Antwerpen 1647. Volltext
- Opus geometricum ad mesolabum per rationum proportionalitatumque novas proprietates. Gent 1668. Volltext bei Google-Books